# Cerco de Artogerassa
O Cerco de Artogerassa ocorre durante dois anos, entre 368 e 370, e teve como consequência a captura da rainha Farranzém e do tesouro real do Reino da Armênia.

## Contexto
No ano 367/8, o xá Sapor II (r. 309–379) tramou um complô contra Ársaces II, que foi levado como prisioneiro político e morreu em cativeiro. Isto foi parte do plano do xá para conquistar a Armênia, já que os tratados com os imperadores Joviano (r. 363–364) e Valente (r. 364–378) falharam. Após capturar Ársaces, enviou seu exército. Quando o exército se preparava para invadir, Farranzém e Papa levaram o tesouro armênio e se esconderam na fortaleza de Artogerassa, onde foram defendidos pelas tropas dos azatani. A invasão foi liderada por Cílaces e Arrabanes, dois armênios que desertaram para Sapor. Cílaces e Arrabanes foram apoiados pelos nobres Vaanes, o Apóstata e Meruzanes I Arzerúnio que também desertaram. Sapor queria suprimir o governo arsácida e substituir a dinastia por administradores persas e senhores aristocráticos armênios tradicionais.

## Cerco
As fontes divergem sobre ao acontecimentos. Segundo Moisés de Corene, Papa não estava na fortaleza, pois foi enviado ao Império Romano. Farranzém foi sitiada por Meruzanes e Vaanes, que tiveram dificuldades em capturá-la. Cansados de esperar por notícias de Papa, os defensores entregam-se aos sitiantes. Segundo Fausto, o Bizantino, o cerco foi conduzido por Zecas e Carano, que atacaram-na com alegadas cinco milhões, mas não conseguiram tomar a fortaleza e começaram a saquear o país. Enquanto o cerco se desenrolava, Farranzém recebeu várias mensagens de apoio de Papa (também segundo Fausto o herdeiro estava no Império Romano) encorajando-a a resistir aos persas.
Após 14 meses de cerco, uma praga assolou o forte e em pouco tempo cerca de 11 mil homens e seis mil mulheres pereceram. Fausto alegou que foi devido a ira divina. No fim, apenas sobreviveram Farranzém e duas aias. O grão-camareiro eunuco Hair entra secretamente na fortaleza e insulta a rainha chamando-a de prostituta e a dinastia arsácida alegando que estavam esperando em julgamento e desgraça e perderam suas terras. Antes de sair secretamente, disse: "O que já aconteceu com você foi justo, e é assim que vai acontecer". Farranzém, sozinha, abre os portões da Artogerassa e deixa os sitiantes entrarem.
Segundo Amiano Marcelino, Cílaces e Arrabanes desertaram os armênios e foram em direção a Ctesifonte, onde são acolhidos por Sapor. O xá os envia à Armênia para destruir Artogerassa. Não foram capazes de capturá-la pela posição da fortaleza e dada as condições climáticas. Cílaces, por ser hábil no bajular como uma mulher, consegue garantias de que suas vidas seriam poupadas e se aproxima dos muros com Arrabanes. Depois, convence os sitiados a deixá-los entrar sob pretexto de que com uma rápida rendição deveriam tentar apaziguar a natureza violenta de Sapor, que era homem de crueldade sem precedentes. Longa discussão inicia e a rainha lamenta o destino de seu marido e os sitiantes se apiedam e mudam de planos. Encorajados pela esperança de maiores recompensam, em segredo.
Cílaces e Arrabanes concordaram que, numa hora determinada à noite, os portões deveriam ser abertos e uma força deveria atacar subitamente o acampamento persa. A promessa foi confirmada por um juramento, eles deixaram a cidade e aguardaram 2 dias, a pedido dos sitiados. Então, os sitiados atacaram quando todos os persas estavam dormindo e mataram muitos. Nesse interim, Papa foi levado ao Império Romano com alguns homens e recebido pelo imperador Valente (r. 364–378). Logo, foi reenviado à Armênia com Terêncio, a pedido de Cílaces e Arrabanes, e Sapor invade o país ao saber disso. Papa, Cílaces e Arrabanes fogem das tropas persas, e Sapor novamente sitia Artogerassa, que consegue capturar após algumas batalhas de resultado variado e a exaustão dos defensores.

## Rescaldo

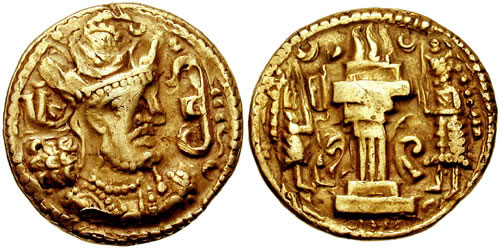
Dinar de r.

Para Moisés, Farranzém foi levada à Assíria com os tesouros reais e a guarnição. Lá, foram massacrados e empalados em postes de vagões. Segundo Fausto, ao entrarem, as tropas persas começaram a capturar os tesouros reais, levando 9 dias para concluir a missão, e levam-nos junto da rainha. Artaxata e Valarsapate e muito butim e prisioneiros são capturados e levados. Ao chegarem em Ctesifonte, Sapor agradeceu os esforços de seus generais e esperando humilhar a Armênia e o Império Romano, entrega a rainha a seus soldados que violentamente a estupraram até a morte. Os prisioneiros foram assentados no Assurestão e Cuzestão.
Segundo Amiano Marcelino, Sapor incendiou Artogerassa e levou a rainha e os tesouros reais. Valente enviou o conde Arinteu com um exército para ajudar os armênios em caso dos persas tentarem nova campanha. No meio tempo, Sapor envia mensagens secretas a Papa alegando que estava em perigo por ficar junto de Cílaces e Arrabanes. Papa mata-os e envia suas cabeças para Sapor como sinal de submissão. Em 373/374, Terêncio apresenta acusações contra Papa e incita Valente a nomear outro rei para impedir que o país caísse nas mãos dos persas. Em 374, Terêncio fez parte da conspiração que matou Papa.